# Широковух звичайний
Широкову́х звича́йний (Barbastella barbastellus) — вид кажанів родини лиликових. Вид занесений до Червоної книги України.

## Етимологія
лат. Barba — «борода», лат. stella — «зірка». При поверхневому погляді збоку, верхня губа, здається, має бороду або швидше вуса.

## Опис
Відносно короткі, але дуже широкі вуха, що з'єднуються на лобі. Це невелика тварина (довжина 47-57 мм, маса 8-15,7 г) з відносно довгими, вузькими і загостреними на кінцях крилами. Хвіст майже дорівнює довжині тіла. Забарвлення чорно-буре, черево світліше, хутро густе. Тримаються поодинці або невеликими групами.

## Особливості біології
Політ досить швидкий, з крутими поворотами. Навесні та в першій половині літа веде поодинокий спосіб життя на горищах, під ставнями вікон, за дерев'яною обшивкою стін, рідше в дуплах. У другій половині літа трапляються невеликі колонії. Полює недалеко від схованок, на алеях парків, у садах, над городами, ставками, на узліссі, поблизу будівель.
Склад їжі різноманітний: двокрилі, метелики, жуки. В Україні широковух — осілий вид. У кінці березня — на початку квітня просинається, залишає зимові сховища і переміщується на літні, де ховається у вузьких щілинах скель, гротів, стін тощо. Полює з настанням сутінок, уникає відкритих просторів. Погода майже не впливає на полювання.

## Життєвий цикл
Широковухи селяться скрізь: днюють у різних печерах, льохах, покинутих шахтах або на скелях між камінням. Люблять самотність, але на зимову сплячку збираються по кілька особин. Масове розмноження починається в кінці травня. Малюки ростуть швидко. Наприкінці липня до зграй самиць і молоді приєднуються самці, які до того живуть окремо. Наприкінці жовтня тварини переселяються в зимові укриття. Сплячка не дуже міцна, тварини часто просинаються.

## Генетика
2n=32, FN=50. Число хромосом таке ж, як у видів роду Plecotus і є найнижчим серед європейських Vespertilionidae.

## Широковух в Україні
В Україні цей вид притаманний лісовій та лісостеповій смугам Правобережжя, гірським екосистемам. Знайдений в Київській, Житомирській, Львівській, Івано-Франківській, Закарпатській, Черкаській, Кіровоградській, Хмельницькій областях та в Криму.
Зареєстровано в печерах України:
- Закарпаття: у печерах Романія, Білих Стін, Вів, Обвальна, Ведмеже Ікло, Молочний Камінь, Система Червоний Камінь, Соколець; шт. Черемшина, Довгаруня, Стаціонар;
- Поділля: у Кришталевій печері; НПП "Подільські Товтри"
- Галичина: у печерах Медова, Страдецька;
- Крим: у печерах Червона, Холодна, Гугерджин, Тисячоголова, Вялова, Еміне-Баїр-Хосар, Армійська; Бешуйських копальнях; печерному місті Тепе-Кермен; Наскрізному гроті.